# Kiesdistricten van Ilocos Norte
De kiesdistricten van Ilocos Norte (Engels: Legislative Districts of Ilocos Norte), District 1 en District 2, zijn de twee administratieve gebieden waarin de Filipijnse provincie Ilocos Norte is ingedeeld ten behoeve van de verkiezingen voor het Filipijns Huis van Afgevaardigden. Beide kiesdistricten heeft een eigen vertegenwoordiger in het Huis van Afgevaardigden. Elke drie jaar kunnen de inwoners in beide districten een nieuwe vertegenwoordiger kiezen. Sinds de nieuwe Filipijnse Grondwet van 1987 kunnen dergelijke afgevaardigden slechts drie termijnen achtereen in het Huis worden gekozen.
Sinds 1907 kent de provincie al twee kiesdistricten. Tussen 1972 en 1987 bestond het Filipijnse Huis van Afgevaardigden niet en werd de indeling in kiesdistricten dus ook niet gebruikt. Van 1978 tot 1984 werd de provincie Ilocos Norte in de Interim Batasang Pambansa vertegenwoordigd door twee afgevaardigden die behalve Ilocos Norte ook de overige provincies van Regio I vertegenwoordigden. Van 1984 tot 1986 had Ilocos Norte weer twee afgevaardigden in de Reguliere Batasang Pambansa. Deze politici werden echter niet per kiesdistrict gekozen, maar door alle stemgerechtigden van de provincie. Vanaf 1987 werden de twee kiesdistricten weer in ere hersteld.

## 1e kiesdistrict

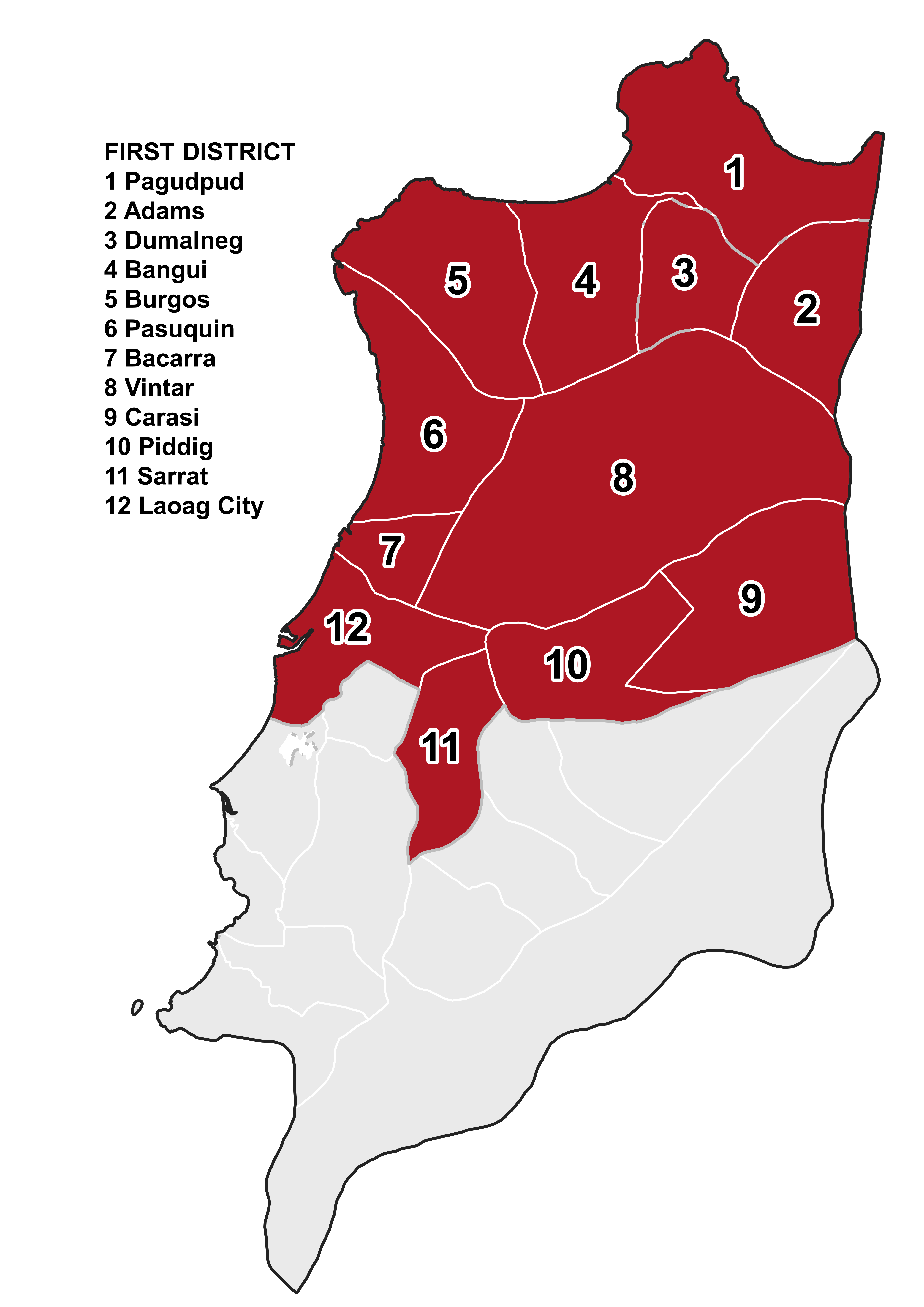
Het gebied van het 1e kiesdistrict van Ilocos Norte (rood)

- Gebied:  Laoag, Bacarra, Bangui, Pasuquin, Piddig, Sarrat, Vintar, Burgos, Pagudpud, Adams, Carasi, Dumalneg
- Bevolking (2020): 311.977

| Periode                                            | Afgevaardigde     |
| -------------------------------------------------- | ----------------- |
| 1e Filipijnse Legislatuur 1907–1909                | Ireneo Javier     |
| 2e Filipijnse Legislatuur 1909–1912                | Ireneo Javier     |
| 3e Filipijnse Legislatuur 1912–1916                | Santiago Fonacier |
| 4e Filipijnse Legislatuur 1916–1919                | Vicente Llanes    |
| 5e Filipijnse Legislatuur 1919–1922                | Vicente Llanes    |
| 6e Filipijnse Legislatuur 1922–1925                | Ireneo Ranjo      |
| 7e Filipijnse Legislatuur 1925–1928                | Severo Hernando   |
| 8e Filipijnse Legislatuur 1928–1931                | Severo Hernando   |
| 9e Filipijnse Legislatuur 1931–1934                | Vicente Lazo      |
| 10e Filipijnse Legislatuur 1934–1935               | Vicente Lazo      |
| 1e Nationale Assemblee van de Filipijnen 1935–1938 | Vicente Lazo      |
| 2e Nationale Assemblee van de Filipijnen 1938–1941 | Vicente Lazo      |
| 1e Commonwealth Congres 1945                       | Vicente Lazo      |
| 1e Congres 1946–1949                               | Damaso Samonte    |
| 2e Congres 1949–1953                               | Antonio Raquiza   |
| 3e Congres 1953–1957                               | vacant            |
| 4e Congres 1957–1961                               | Antonio Raquiza   |
| 5e Congres 1961–1965                               | Antonio Raquiza   |
| 6e Congres 1965–1969                               | Roque Ablan jr.   |
| 7e Congres 1969–1972                               | Roque Ablan jr.   |
| 8e Congres 1987–1992                               | Roque Ablan jr.   |
| 9e Congres 1992–1995                               | Roque Ablan jr.   |
| 10e Congres 1995–1998                              | Roque Ablan jr.   |
| 11e Congres 1998–2001                              | Rodolfo Fariñas   |
| 12e Congres 2001–2004                              | Roque Ablan jr.   |
| 13e Congres 2004–2007                              | Roque Ablan jr.   |
| 14e Congres 2007–2010                              | Roque Ablan jr.   |
| 15e Congres 2010–2013                              | Rodolfo Fariñas   |
| 16e Congres 2013–2016                              | Rodolfo Fariñas   |
| 17e Congres 2016–2019                              | Rodolfo Fariñas   |
| 18e Congres 2019–2022                              | Rodolfo Fariñas   |

## 2e kiesdistrict

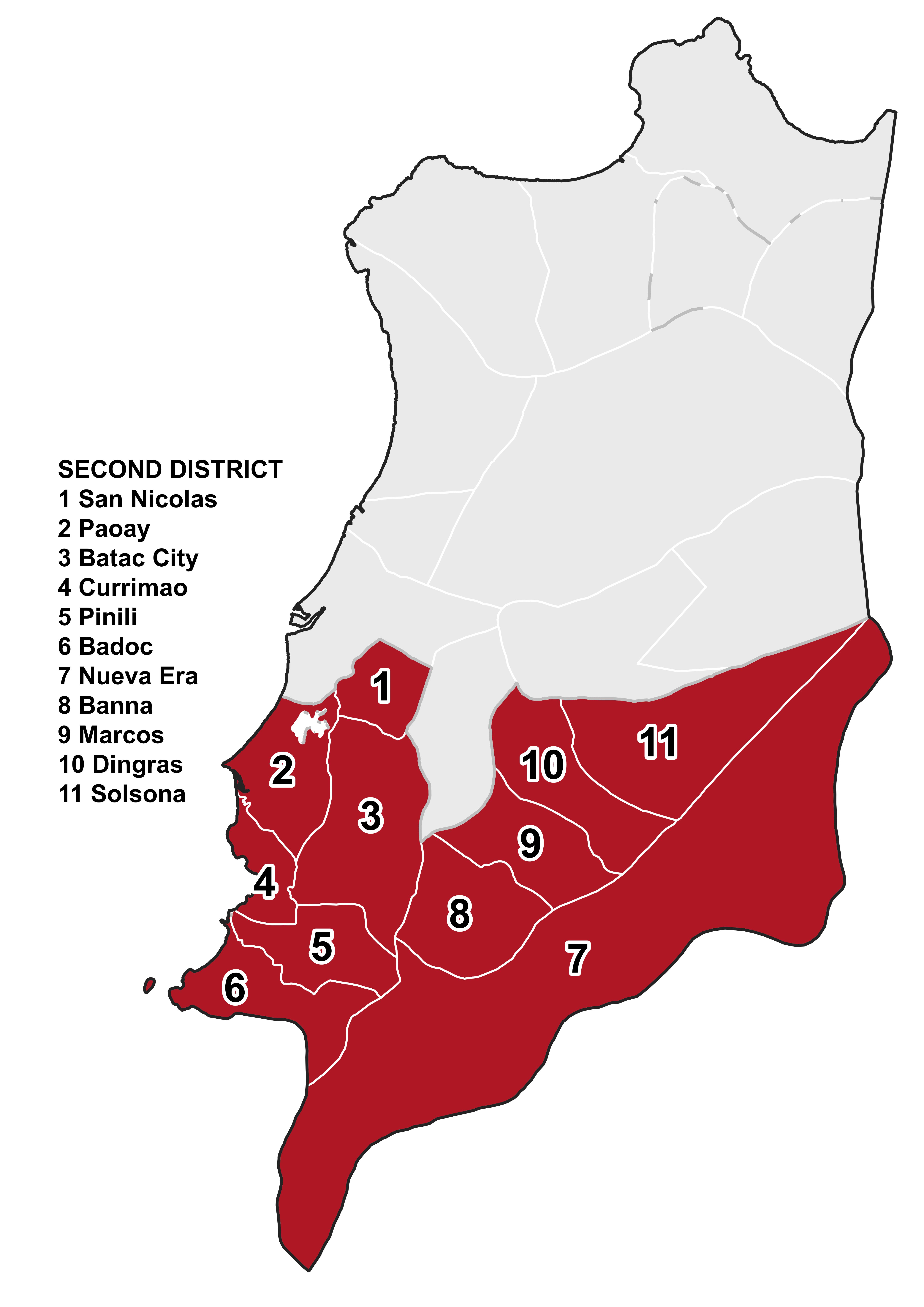
Het gebied van het 2e kiesdistrict van Ilocos Norte (rood)

- Gebied:  Badoc, Banna, Batac, Dingras, Paoay, San Nicolas, Solsona, Nueva Era, Pinili, Currimao, Marcos
- Bevolking (2020): 297.611

| Periode                                            | Afgevaardigde           |
| -------------------------------------------------- | ----------------------- |
| 1e Filipijnse Legislatuur 1907–1909                | Baldomero Pobre         |
| 2e Filipijnse Legislatuur 1909–1912                | Lucas Paredes           |
| 3e Filipijnse Legislatuur 1912–1916                | Teogenes Quiaoit        |
| 4e Filipijnse Legislatuur 1916–1919                | Melchor Flor            |
| 5e Filipijnse Legislatuur 1919–1922                | Faustino Adiarte        |
| 6e Filipijnse Legislatuur 1922–1925                | Ramon Campos            |
| 7e Filipijnse Legislatuur 1925–1928                | Mariano Marcos          |
| 8e Filipijnse Legislatuur 1928–1931                | Mariano Marcos          |
| 9e Filipijnse Legislatuur 1931–1934                | Emilio Medina           |
| 10e Filipijnse Legislatuur 1934–1935               | Julio Nalundasan        |
| 1e Nationale Assemblee van de Filipijnen 1935–1938 | vacant                  |
| 2e Nationale Assemblee van de Filipijnen 1938–1941 | Ulpiano Arzadon         |
| 1e Commonwealth Congres 1945                       | Rubio Conrado           |
| 1e Congres 1946–1949                               | Pedro Albano            |
| 2e Congres 1949–1953                               | Ferdinand Marcos        |
| 3e Congres 1953–1957                               | Ferdinand Marcos        |
| 4e Congres 1957–1961                               | Ferdinand Marcos vacant |
| 5e Congres 1961–1965                               | Simeon Valdez           |
| 6e Congres 1965–1969                               | Simeon Valdez           |
| 7e Congres 1969–1972                               | Simeon Valdez           |
| 8e Congres 1987–1992                               | Mariano Nalupta jr.     |
| 9e Congres 1992–1995                               | Ferdinand Marcos jr.    |
| 10e Congres 1995–1998                              | Simeon Valdez           |
| 11e Congres 1998–2001                              | Imelda Marcos           |
| 12e Congres 2001–2004                              | Imelda Marcos           |
| 13e Congres 2004–2007                              | Imelda Marcos           |
| 14e Congres 2007–2010                              | Ferdinand Marcos jr.    |
| 15e Congres 2010–2013                              | Imelda Marcos           |
| 16e Congres 2013–2016                              | Imelda Marcos           |
| 17e Congres 2016–2019                              | Imelda Marcos           |
| 18e Congres 2019–2022                              | Eugenio Angelo Barba    |

1. ↑  Nalundasan kwam om het leven bij een moordaanslag op 20 september 1935, nog voor hij de eed kon afleggen voor zijn tweede termijn
2. ↑  Arzadon won de speciale verkiezingen op 22 juli 1936 om de vacante positie in te nemen
3. ↑  Marcos werd in 1959 gekozen in de Senaat van de Filipijnen, waardoor de zetel tot het einde van het 2e Congres vacant bleef